# JYSK
Jysk (с дат. — «ютландский диалект датского языка»; произношение [ˈjysk] — «юск») — датская транснациональная корпорация. Штаб-квартира — в городе Орхус (Дания). Компания владеет крупнейшей сетью мебельных магазинов в Дании и широко представлена во всём мире. Специализируется на продаже товаров для дома и сада, в том числе матрасов, мебели, фурнитуры и осветительных приборов.
Первый магазин JYSK был открыт в Орхусе в 1979 году, по состоянию на начало июня 2020 года в 52 странах мира работало 2903 магазина.
Владельцем и основателем группы являлся Ларс Ларсен. С 2019 года компанию возглавляет его сын, Якоб Брунсборг.

## История
Первый магазин был открыт 2 апреля 1979 года. Через 5 лет, в 1984 году, в Фленсбурге (Германия) был открыт первый зарубежный магазин. Позже в том же году был открыт магазин в Гренландии. С 1987 года компания начала рекламную кампанию на телевидении, в которой участвовал сам основатель, Ларс Ларсен. В 1988 году компания вышла на рынок Норвегии, а а 1991 году — Швеции.
В 1992 году был открыт магазин JYSK Bed’n Linen в пригороде Нью-Йорка (США); в 2000 году компания ушла с американского рынка. В 1996 году были открыты первые франчайзинговые магазины в Канаде, Латвии и России; российский магазин был закрыт через 2 года. В 2000 году в Гданьске начал работу первый магазин Jysk в Польше, также в этом году был открыт первый магазин в Австрии. В 2004 году был открыт первый франчайзинговый магазин в Киеве (Украина); в 2012 году украинская сеть Jysk стала собственностью компании JYSK Nordic. В сентябре 2005 года в Германии был открыт 1000-й магазин Jysk. В апреле 2010 года были открыты 2 магазина в Шанхае (КНР). В 2013 году были поглощены франчайзинговые сети в Болгарии и Румынии. В 2017 году была начата работа в Бельгии.
В марте 2019 года две сети магазинов, JYSK Nordic и Dänisches Bettenlager, были объединены в одну; первая из них работала а 20 странах, а вторая — в 7 странах. В июне 2019 года Ларс Ларсен передал руководство компанией своему сыну, Якобу Брунсборгу. В августе 2019 года Ларс Ларсен умер, на момент смерти журнал Forbes оценивал его капитал в 4,5 млрд долларов, он занимал 424-е место среди самых богатых людей мира. В феврале 2021 года в Фьюмичино был открыт 3000-й магазин Jysk. В марте 2025 года в Монтевидео (Уругвай) был открыт первый магазин Jysk в Южной Америке, а в апреле 2025 года в Касабланке (Марокко) начал работу первый магазин Jysk в Африке.

## Деятельность
По состоянию на конец 2024 года было 3462 магазина Jysk (3246 собственных и 216 франчайзинговых) в 48 странах. Выручка за 2023/24 финансовый год составила 41,4 млрд датских крон (5,6 млрд евро).

## Магазины Jysk в мире
Присутствие компании в мире по состоянию на 2024 год:

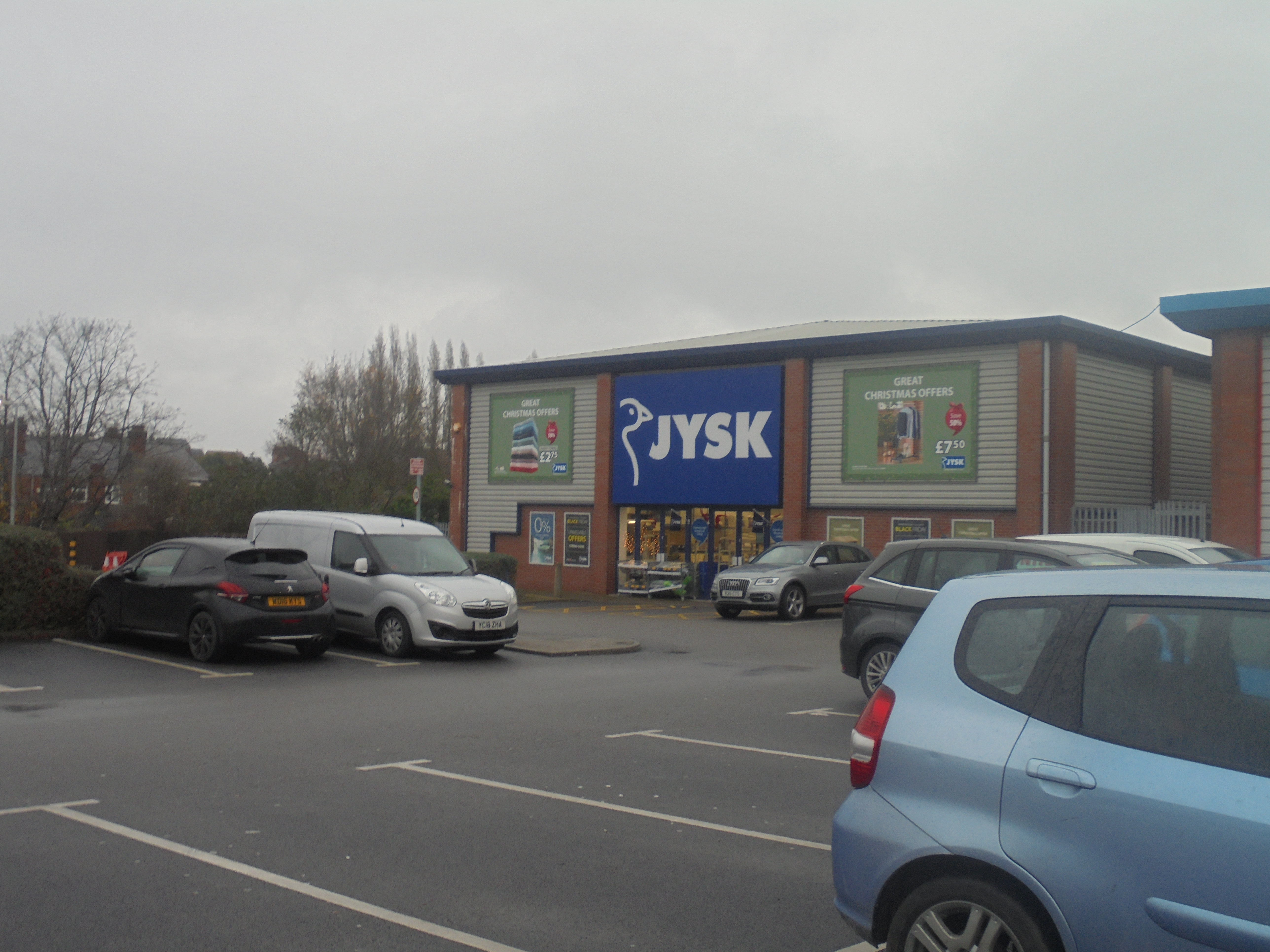
Магазин Jysk в Сити-оф-Уэйкфилд (Великобритания)

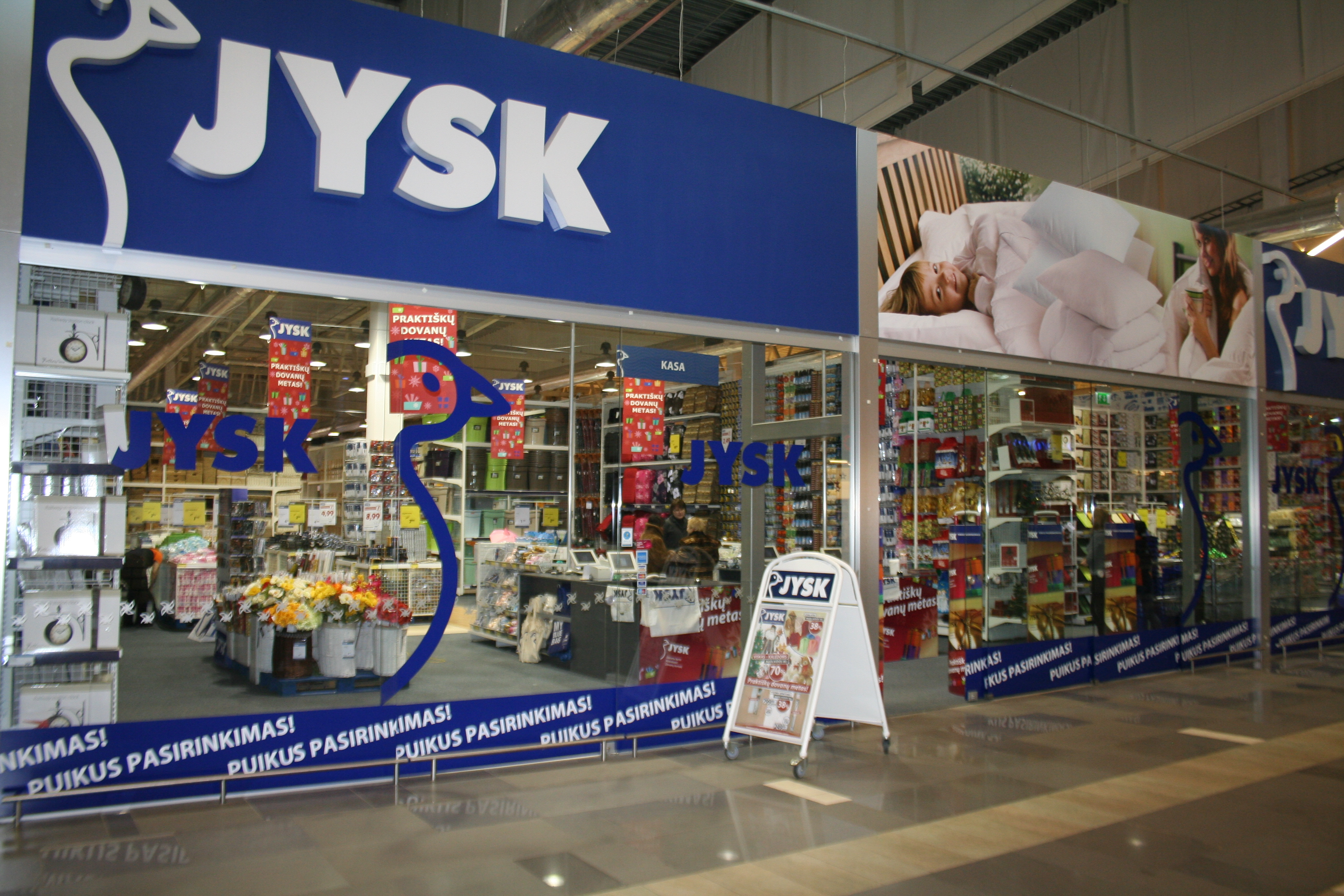
Магазин в Литве

| Страна                        | Год открытия | Количество | Примечания            |
| ----------------------------- | ------------ | ---------- | --------------------- |
| Австрия                       | 2000         | 92         | Dänisches Bettenlager |
| Азербайджан                   | 2019         | 13         | Франшиза              |
| Албания                       | 2015         | 6          | Франшиза              |
| Армения                       | 2013         | 2          | Франшиза              |
| Бельгия                       | 2017         | 63         | -                     |
| Болгария                      | 2005         | 56         | -                     |
| Босния и Герцеговина          | 2010         | 31         | JYSK Nordic           |
| Великобритания                | 2008         | 28         | JYSK Nordic           |
| Венгрия                       | 2005         | 99         | JYSK Nordic           |
| Вьетнам                       | 2015         | 14         | Франшиза              |
| Германия                      | 1984         | 943        | Dänisches Bettenlager |
| Гренландия                    | 1984         | 6          | Франшиза              |
| Греция                        | 2015         | 64         | JYSK Nordic           |
| Грузия                        | 2016         | 8          | Франшиза              |
| Дания                         | 1979         | 116        | JYSK Nordic           |
| Исландия                      | 1987         | 7          | Франшиза              |
| Испания                       | 2009         | 146        | Dänisches Bettenlager |
| Италия                        | 2009         | 92         | Dänisches Bettenlager |
| Канада                        | 1996         | 68         | Франшиза              |
| Косово                        | 2004         | 10         | Франшиза              |
| Кувейт                        | 2017         | 4          | Франшиза              |
| Латвия                        | 2001         | 14         | Франшиза              |
| Литва                         | 2001         | 15         | Франшиза              |
| Македония                     | 2008         | 4          | Франшиза              |
| Мальта                        | 2016         | 2          | Франшиза              |
| Молдавия                      | 2016         | 16         | Франшиза              |
| Нидерланды                    | 2006         | 105        | JYSK Nordic           |
| Норвегия                      | 1988         | 108        | JYSK Nordic           |
| Объединённые Арабские Эмираты | 2018         | 5          | Франшиза              |
| Польша                        | 2000         | 313        | JYSK Nordic           |
| Португалия                    | 2010         | 29         |                       |
| Румыния                       | 2007         | 144        | JYSK Nordic           |
| Сербия                        | 2011         | 47         | JYSK Nordic           |
| Словакия                      | 2006         | 50         | JYSK Nordic           |
| Словения                      | 2008         | 26         | JYSK Nordic           |
| Таджикистан                   | 2016         | 5          | Франшиза              |
| Турция                        | 2023         | 5          |                       |
| Украина                       | 2004         | 100        | JYSK Nordic           |
| Фарерские острова             | 1986         | 1          | Франшиза              |
| Финляндия                     | 1995         | 94         | JYSK Nordic           |
| Франция                       | 2007         | 73         | Dänisches Bettenlager |
| Хорватия                      | 2009         | 63         | JYSK Nordic           |
| Черногория                    | 2015         | 2          | Франшиза              |
| Чехия                         | 2003         | 104        | JYSK Nordic           |
| Швейцария                     | 2006         | 71         | Dänisches Bettenlager |
| Швеция                        | 1991         | 159        | JYSK Nordic           |
| Эстония                       | 2002         | 14         | Франшиза              |

## JYSK в России
В России дважды открывались франчайзинговые магазины Jysk (1996—98 и 2005—07). Первый собственный магазин Jysk был открыт 3 июня 2020 года в Москве в ТЦ «Тройка» (Верхняя Красносельская ул., 3 А) и был запущен интернет-магазин в российской доменной зоне.
30 марта 2022 года, из-за российского вторжения на Украину, компания сообщила о прекращении деятельности на территории России после проведения распродажи 31 марта. Ранее, 3 марта, компания сообщила о приостановке деятельности всех своих российских магазинов